# Linked Open Data

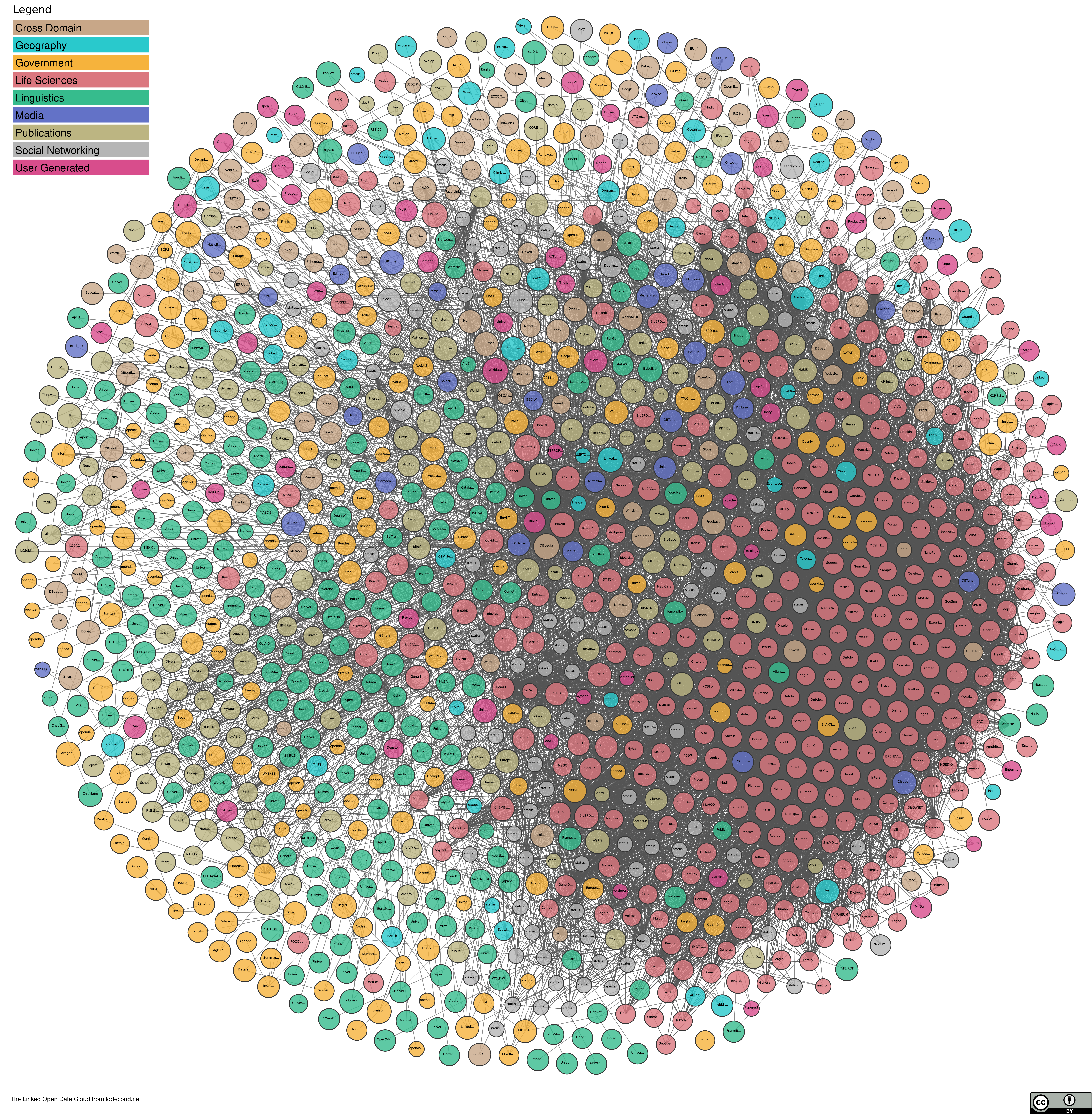
Übersicht über bekannte, verlinkte LOD-Bestände (Stand 2020)

Linked Open Data (LOD) bezeichnet im World Wide Web verfügbare Daten unter Freier Lizenz, die per Uniform Resource Identifier (URI) identifiziert sind und darüber direkt per HTTP abgerufen werden können und ebenfalls per URI auf andere Daten verweisen. Auch die Semantik und Verknüpfung der kodierten Datenpunkte ist über Technologien wie das Resource Description Framework (RDF) und darauf aufbauende Standards wie die Web Ontology Language (OWL) und die Abfragesprache SPARQL maschinell les- und verarbeitbar.
Linked Open Data folgt damit den Prinzipien des Semantic Web. Die miteinander verknüpften Daten ergeben ein weltweites Netz, das auch als „Linked [Open] Data Cloud“, „Giant Global Graph“ oder „Knowledge Graph“ bezeichnet wird. Dort, wo der Schwerpunkt weniger auf der freien Nutzbarkeit der Daten wie bei freien Inhalten liegt, ist auch die Bezeichnung Linked Data üblich.

## Idee offener vernetzter Daten
Offene Daten sind sämtliche Datenbestände, die im Interesse der Allgemeinheit der Gesellschaft ohne jedwede Einschränkung zur freien Nutzung, zur Weiterverbreitung und zur freien Weiterverwendung frei zugänglich gemacht werden. Tim Berners-Lee schlug Ende 2007 zunächst die Bezeichnung „Giant Global Graph“ (GGG) für Daten vor, die über URIs miteinander vernetzt werden. In seinem Vortrag „The Next Web“ skizzierte Berners-Lee im Februar 2009 die Idee, das World Wide Web von einem Web der Dokumente zu einem Web der Daten weiterzuentwickeln.

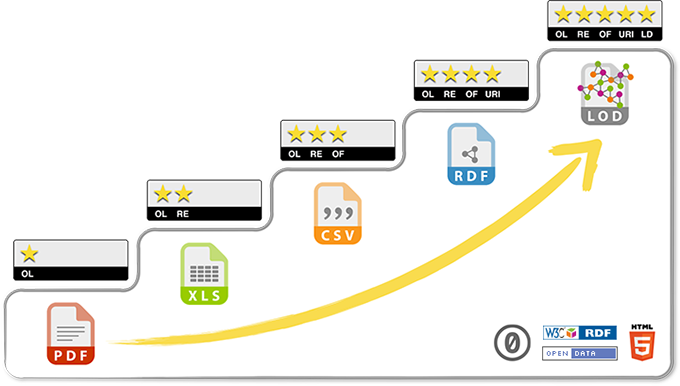
Das 5-Sterne-Schema für offene Daten

Die Ideen aus Berners-Lees Vortrag wurden in der Folge zum Konzept einer Fünf-Sterne-Klassifizierung für offene Daten entwickelt. In der grundliegenden Stufe (ein Stern) liegen Informationen in einer Form vor, in der die freie Wiederverwendbarkeit der Informationen beispielsweise über eine freie Lizenz klargestellt ist. In der zweiten Stufe (zwei Sterne) liegen die Informationen in einem strukturierten Format vor, beispielsweise einem Spreadsheet anstatt einer PDF-Datei. Der dritte Stern kann durch die Verwendung eines offenen, nicht-proprietären Formats erreicht werden, beispielsweise die Verwendung des CSV-Formats anstelle von Microsoft-Office-Dateiformaten für Tabellen. Eigentliches Linked Open Data beginnt damit, Daten mit URIs zu identifizieren und strukturierte Formate wie RDF zu verwenden, womit die vierte Stufe erreicht werden kann. Die Verknüpfbarkeit verschiedener solcher Ressourcen schafft den fünften und letzten Stern für tatsächlich verlinkte offene Daten, die gemeinsam ein Web der Daten bilden.
Ein Beispiel für einen Standard unter der Nutzung dieser Prinzipien ist Akoma Ntoso, auf dessen Grundlage in Deutschland offene, maschinenlesbare, vernetzte und adressierbare Rechtsetzungs- und Parlamentsdokumente veröffentlicht werden sollen.

## Grundkonzepte
Während das WWW ein Netz aus Webseiten ist, soll mit Linked Open Data ein Netz aus Daten entstehen, die aus verschiedenen Quellen zusammen automatisch weiterverwendet werden können (Informationsintegration). Tim Berners-Lee prägte vier Regeln für Linked Data:
1. Use URIs as names for things
2. Use HTTP URIs so that people can look up those names.
3. When someone looks up a URI, provide useful information, using the standards (RDF, SPARQL)[9]
4. Include links to other URIs, so that they can discover more things.

1. Verwende URIs zur Bezeichnung von Objekten.
2. Verwende HTTP-URIs, so dass sich die Bezeichnungen nachschlagen lassen.
3. Stelle zweckdienliche Informationen bereit, wenn jemand eine URI nachschlägt (mittels der Standards RDF und SPARQL).
4. Zu diesen Informationen gehören insbesondere Links auf andere URIs, über die weitere Objekte entdeckt werden können.

Die Bezeichnung von Datensätzen oder Konzepten ermöglicht es, unabhängig von der verwendeten Sprache einen eindeutigen Identifikator für einen Datensatz, ein abstraktes Konzept oder ein reales Objekt zu verwenden. Dieser Identifikator kann dann über sogenannte Labels in verschiedenen Sprachen beschrieben werden. In Wikidata wird das Konzept „Datenbasis“ beispielsweise mit dem sprachunabhängigen URI http://www.wikidata.org/entity/Q1172284 bezeichnet. Die zugeordneten Labels beschreiben das Konzept in verschiedenen Sprachen.
Eine populäre Darstellung der Linked Open Data Cloud wurde im Oktober 2007 erstellt und seitdem mehrmals aktualisiert. Sie enthält beispielsweise die Datenbestände von DBpedia und GeoNames.

## Linked Open Government Data
Mit „Linked Open Government Data“ werden Datenbestände des öffentlichen Sektors bezeichnet, die als Open Data zugänglich und wiederverwendbar sind und den Prinzipien von Linked Open Data folgen. Die Vernetzung dieser Datenbestände über das World Wide Web ermöglicht es, Daten des öffentlichen Sektors über Domänen und Organisationsgrenzen hinweg zu nutzen.